# Komotini
Komotini (en grec: Κομοτηνή) és la capital de la perifèria de Macedònia Oriental i Tràcia i de la unitat perifèrica de Ròdope. És al límit sud de les muntanyes del Ròdope. El centre històric de la ciutat i onze assentaments addicionals fan 52.659 habitants, que constitueix la meitat de la població de la unitat perifèrica de Ròdope. A la rodalia de la ciutat hi ha les runes de la fortalesa medieval Mosinopol, on es creuen la Via Egnatia i els ramals direcció nord de la frontera Stanimaka i la via Militaris.
Amb el nom de Gumuldjina (otomà) o Gümülcine (modern turc) fou capital de la regió autònoma de Tràcia occidental del 10 d'octubre de 1913 fins a l'esclat de la I Guerra Mundial el 1914. La seva bandera fou aprovada el 19 d'octubre de 1913.